# Osservatorio Stardome
L'osservatorio Stardome (in inglese Stardome Observatory) è un osservatorio astronomico neozelandese situato nel parco Cornwall nel centro di Auckland, precedentemente noto come osservatorio di Auckland. Il suo codice MPC è 467 Auckland Observatory.
L'osservatorio venne inaugurato il 21 marzo 1967 a compimento di un lungo piano di finanziamenti, donazioni e costruzione avviato dall'associazione astronomica di Auckland nel 1948. Pochi anni dopo l'osservatorio poté dotarsi anche di un planetario, che venne però chiuso nel 1989.
Fu quindi avviata una nuova campagna di finanziamenti, coinvolgendo anche le lotterie e il comune di Auckland, che portò alla costruzione di un nuovo planetario nel 1997, che venne ulteriormente ammodernato e aggiornato nel 2008.
Il Minor Planet Center accredita l'osservatorio per la scoperta dell'asteroide 19620 Auckland, effettuata il 18 agosto 1999.